# Галібей Степан Павлович
Степан Павлович Галібе́й (1881, м-ко Устя-Зелене, нині село, Монастириська міська громада, Тернопільська область — 1942, м. Станиславів, нині Івано-Франківськ) — український громадський, освітній діяч, військовик, педагог. Брат о. Івана Галібея, Михайла Галібея.

## Життєпис
Народився 1881 року в містечку Устя-Зелене (Бучацький повіт, Австро-Угорщина, нині село, Монастириська міська громада, Тернопільська область, Україна).
Працював викладачем гімназії в Коломиї (1908—1914 p., 1922—1924 роки). 
Під час І-ї світової війни поручник австрійської армії, від 1918 року (1918—1920 роки) сотник УГА, короткий час — командант Коломиї. Директор української приватної жіночої гімназії товариства «Рідна школа» в Коломиї (1922—1924 роки), потім директор української жіночої семінарії, викладач польськомовної гімназії. Згодом інспектор шкіл у Львові.
У 1936/1937 навчальному році був візитатором шкіл.
Автор науково-практичних праць, статей.
Помер 1942 року в м. Станиславові (нині Івано-Франківськ).